# Коломбаре (Кремона)
Коломбаре је насеље у Италији у округу Кремона, региону Ломбардија.
Према процени из 2011. у насељу је живело 34 становника. Насеље се налази на надморској висини од 55 м.